# Henri Cabannes
Pour les articles homonymes, voir Cabannes.
Henri Cabannes est un mathématicien français, né le 21 janvier 1923 à Montpellier (Hérault), mort le 30 mai 2016, à Saint-Cyr-sur-Mer (Var). C'est le fils de Jean Cabannes, et le grand-père de l'humoriste Paul Cabannes. Il reçut la Légion d'honneur pour son engagement durant la Seconde Guerre mondiale.
Les recherches de Henri Cabannes portent sur la mécanique des fluides et des vibrations en présence d'obstacles.

## Biographie
Cabannes a étudié en 1942 à l’École Normale Supérieure. En 1943, il a fui l’occupation allemande de la France partant vers l'Espagne et s'est porté volontaire dans l'Armée de l'Air française. En 1946, il a obtenu l’agrégation de mathématiques, puis a ensuite été recruté au CNRS et en 1950, il a soutenu son doctorat sous la direction de Henri Villat (le jury comprenait également Joseph Peres et Georges Valiron). En 1950, il est devenu Maître de Conférences à l’Université de Marseille, fut promu en 1952 professeur de mécanique rationnelle et nommé en 1960 Professeur de mécanique rationnelle à la Sorbonne, à partir de 1969 à l'Université de Paris VI (Pierre et Marie Curie). Il a pris sa retraite en 1990.
En 1983, il devient membre correspondant de l'Académie des Sciences et en 1991, membre titulaire.
Il a été professeur invité à l’Université Laval au Québec ; en 1967 à l'Université Brown ; en 1968 et en 1980, à l'Université de Californie à Berkeley, en 1970 à l’Université catholique de Rio de Janeiro, en 1975 et dans les années 1980 au Cameroun ; en 1983 à Tsukuba Japon, en 1989 à Kyoto et 1995-1996 à l’Université technique de Darmstadt. Il a également été Maître de Conférences de mécanique à l'École polytechnique entre 1967 et 1983. De 1975 à 1978, il a dirigé le Laboratoire de Mécanique Théorique du CNRS. De 1978 à 1981, il a dirigé le département de mathématiques au Palais de la Découverte. De 1989 à 1996, il a dirigé le Comité National Français de Mécanique.
En 1970, il a été l'un des organisateurs du Congrès international des mathématiciens à Nice.
Il a consacré ses recherches à l'aérodynamique, à la théorie cinétique des gaz (équation de Boltzmann), aux vibrations magnétohydrodynamiques et à l'étude des vibrations gênées d'une corde.